# فدریکو پاستورلو
فدریکو پاستورلو (زادهٔ ۹ ژوئیهٔ ۱۹۷۳) یک مدیربرنامه ورزشی اهل ایتالیا است. او در سال ۲۰۲۱ در گلوب ساکر به عنوان بهترین مدیربرنامه ورزشی سال معرفی شد.

## مشتری‌ها
فدریکو پاستورلو مدیربرنامهٔ ورزشی پیشین آندره‌آ استراماچونی سرمربی سابق استقلال تهران بوده است. باشگاه فوتبال استقلال در سال ۲۰۱۹ طی انجام مذاکرات خود با فدریکو پاستورلو، استراماچونی را به عنوان سرمربی این باشگاه انتخاب کرد.